# Pistoia Basket 2016-2017
Questa voce raccoglie le informazioni riguardanti il Pistoia Basket 2000 nelle competizioni ufficiali della stagione 2016-2017.

## Stagione
La stagione 2016-2017 del Pistoia Basket 2000 sponsorizzata The Flexx, è la 4ª nel massimo campionato italiano di pallacanestro, la Serie A.

## Organigramma societario
Aggiornato al 30 novembre 2016.
- Presidente: Roberto Maltinti
- Amministratore delegato: Massimo Capecchi
- Direttore sportivo: Michele Stilli
- Direttore generale: Giulio Iozzelli

- Allenatore: Vincenzo Esposito
- Assistenti: Marcello Billeri, Fabio Bongi
- Preparatore atletico: Gianluca Mazzoncini
- Medici sociali: Michele Galli, Paolo Ginanni
- Fisioterapista: Vinicio Vignali

## Roster
Aggiornato al 13 gennaio 2017.
| The Flexx Pistoia 2016-17 | The Flexx Pistoia 2016-17 |
| Giocatori                 | Staff tecnico             |
| ------------------------- | ------------------------- |

| N. | Naz.                   | Ruolo | Nome                  | Anno | Alt.   | Peso   |  |
| -- | ---------------------- | ----- | --------------------- | ---- | ------ | ------ |  |
| 2  | Stati Uniti (bandiera) | AG    | Marcus Thornton       | 1992 | 203 cm | 107 kg |  |
| 3  | Italia (bandiera)      | P     | David Cournooh        | 1990 | 187 cm | 83 kg  |  |
| 5  | Stati Uniti (bandiera) | AP    | Terran Petteway       | 1992 | 198 cm | 95 kg  |  |
| 6  | Regno Unito (bandiera) | P     | Teddy Okereafor       | 1992 | 193 cm | 88 kg  |  |
| 9  | Italia (bandiera)      | A     | Michele Antonutti (C) | 1986 | 202 cm | 96 kg  |  |
| 10 | Italia (bandiera)      | P     | Brandon Solazzi       | 1997 | 190 cm | 84 kg  |  |
| 11 | Italia (bandiera)      | AP    | Eric Lombardi         | 1993 | 201 cm | 95 kg  |  |
| 12 | Italia (bandiera)      | AC    | Marco Di Pizzo        | 1998 | 204 cm | 91 kg  |  |
| 15 | Italia (bandiera)      | C     | Andrea Crosariol      | 1984 | 210 cm | 114 kg |  |
| 18 | Italia (bandiera)      | C     | Daniele Magro         | 1987 | 208 cm | 105 kg |  |
| 21 | Stati Uniti (bandiera) | G     | Michael Jenkins       | 1986 | 191 cm | 88 kg  |  |
| 23 | Stati Uniti (bandiera) | G     | Chris Roberts         | 1988 | 193 cm | 92 kg  |  |
| 24 | Stati Uniti (bandiera) | G     | Corey Hawkins         | 1991 | 185 cm | 91 kg  |  |
| 25 | Stati Uniti (bandiera) | P     | Ronald Moore          | 1988 | 183 cm | 78 kg  |  |
| 45 | Stati Uniti (bandiera) | C     | Nathan Boothe         | 1994 | 206 cm | 112 kg |  |
| -  | Italia (bandiera)      | AG    | Simone Angelucci      | 1998 | 200 cm | 91 kg  |  |
| -  | Italia (bandiera)      | PG    | Francesco Galli       | 1998 | 188 cm | 75 kg  |  |

| Allenatore                                                                                   |
| - Vincenzo Esposito                                                                          |
| Assistente/i                                                                                 |
| - Marcello Billeri - Fabio Bongi Legenda - (C) Capitano - (IN) Inattivo - Infortunato Roster |

## Mercato

### Sessione estiva
| Acquisti | Acquisti        | Acquisti       | Acquisti   | Acquisti |
| R.       | Nome            | da             | Modalità   |          |
| -------- | --------------- | -------------- | ---------- | -------- |
| C        | Daniele Magro   | Olimpia Milano | definitivo |          |
| P        | David Cournooh  | N.B. Brindisi  | definitivo |          |
| AP       | Terran Petteway | F.W. Mad Ants  | definitivo |          |
| P        | Brandon Solazzi | V.L. Pesaro    | prestito   |          |
| C        | Nathan Boothe   | Toledo Rockets | definitivo |          |
| G        | Corey Hawkins   | Idaho Stampede | definitivo |          |
| AG       | Marcus Thornton | Free agent     | definitivo |          |

| Cessioni | Cessioni           | Cessioni           | Cessioni       | Cessioni |
| R.       | Nome               | a                  | Modalità       |          |
| -------- | ------------------ | ------------------ | -------------- | -------- |
| P        | Andrea Amato       | Olimpia Milano     | fine prestito  |          |
| C        | Alex Kirk          | Guangzhou L. Lions | fine contratto |          |
| AP       | Wayne Blackshear   | Pall. Forlì 2.015  | fine contratto |          |
| AC       | Olek Czyż          | Juvecaserta        | fine contratto |          |
| P        | Ariel Filloy       | Reyer Venezia      | fine contratto |          |
| G        | Preston Knowles    | AEK Larnaca        | fine contratto |          |
| P        | Martino Mastellari | Kleb Ferrara       | fine contratto |          |
| AG       | Luca Severini      | Junior Casale      | prestito       |          |

### Dopo l'inizio della stagione
| Acquisti | Acquisti         | Acquisti          | Acquisti   | Acquisti |
| R.       | Nome             | da                | Modalità   |          |
| -------- | ---------------- | ----------------- | ---------- | -------- |
| G        | Chris Roberts    | Fortitudo Bologna | definitivo |          |
| P        | Teddy Okereafor  | Pärnu             | definitivo |          |
| C        | Andrea Crosariol | Free agent        | definitivo |          |
| G        | Michael Jenkins  | Free agent        | definitivo |          |

| Cessioni | Cessioni        | Cessioni    | Cessioni                | Cessioni |
| R.       | Nome            | a           | Modalità                |          |
| -------- | --------------- | ----------- | ----------------------- | -------- |
| AG       | Marcus Thornton | Free agent  | risoluzione consensuale |          |
| G        | Corey Hawkins   | Free agent  | risoluzione consensuale |          |
| P        | David Cournooh  | Pall. Cantù | risoluzione consensuale |          |
| G        | Chris Roberts   | Free agent  | risoluzione consensuale |          |

## Risultati

### Serie A

#### Regular season

##### Girone di andata
| Arbitri: | Lanzarini (Bologna) Attard (Siracusa) Ranaudo (Roma) |

|                                         |            |                                          |
| N. Boothe 25 T. Petteway 19 R. Moore 15 | Punti      | 32 J. Johnson 14 Z. Dowdell 13 T. Darden |
| R. Moore 6                              | Assist     | 10 Z. Dowdell                            |
| N. Boothe 12                            | Rimbalzi   | 8 T. Darden, F. Pilepić                  |
| Vincenzo Esposito                       | Allenatori | Kyryll Bol'šakov                         |

##### Girone di ritorno
| Desio 15 aprile 2017, ore 20:30 12ª giornata | Pall. Cantù | – | Pistoia Basket | PalaDesio |

## Statistiche

### Statistiche di squadra
Aggiornate al 4 gennaio 2017.
| Competizione | Punti | In casa | In casa | In casa | In casa | In casa | In trasferta | In trasferta | In trasferta | In trasferta | In trasferta | Totale | Totale | Totale | Totale | Totale | Totale |
| Competizione | Punti | G       | V       | P       | Ptf     | Pts     | G            | V            | P            | Ptf          | Pts          | G      | V      | P      | Ptf    | Pts    | Diff.  |
| ------------ | ----- | ------- | ------- | ------- | ------- | ------- | ------------ | ------------ | ------------ | ------------ | ------------ | ------ | ------ | ------ | ------ | ------ | ------ |
| Serie A      | 14    | 7       | 6       | 1       | 606     | 523     | 7            | 1            | 6            | 454          | 558          | 14     | 7      | 7      | 1.060  | 1.081  | -21    |
| Totale       | 14    | 7       | 6       | 1       | 606     | 523     | 7            | 1            | 6            | 454          | 558          | 14     | 7      | 7      | 1.060  | 1.081  | -21    |

### Statistiche dei giocatori

#### In campionato
Aggiornate al 4 gennaio 2017.
| Nome            | G | Pun | Min | Falli | Falli | Tiri da 2 | Tiri da 2 | Tiri da 2 | Tiri da 3 | Tiri da 3 | Tiri da 3 | Tiri Liberi | Tiri Liberi | Tiri Liberi | Rimbalzi | Rimbalzi | Rimbalzi | Stop | Stop | Palle | Palle | Ass | Val | OER   | +/- |
| Nome            | G | Pun | Min | C     | S     | R         | T         | %         | R         | T         | %         | R           | T           | %           | O        | D        | T        | D    | S    | P     | R     | Ass | Val | OER   | +/- |
| --------------- | - | --- | --- | ----- | ----- | --------- | --------- | --------- | --------- | --------- | --------- | ----------- | ----------- | ----------- | -------- | -------- | -------- | ---- | ---- | ----- | ----- | --- | --- | ----- | --- |
| Terran Petteway | 0 | 0   | 0   | 0     | 0     | 0         | 0         | 0.0       | 0         | 0         | 0.0       | 0           | 0           | 0.0         | 0        | 0        | 0        | 0    | 0    | 0     | 0     | 0   | 0   | 0.000 | 0   |
| Daniele Magro   | 0 | 0   | 0   | 0     | 0     | 0         | 0         | 0.0       | 0         | 0         | 0.0       | 0           | 0           | 0.0         | 0        | 0        | 0        | 0    | 0    | 0     | 0     | 0   | 0   | 0.000 | 0   |
| Eric Lombardi   | 0 | 0   | 0   | 0     | 0     | 0         | 0         | 0.0       | 0         | 0         | 0.0       | 0           | 0           | 0.0         | 0        | 0        | 0        | 0    | 0    | 0     | 0     | 0   | 0   | 0.000 | 0   |